# Jens Grittner

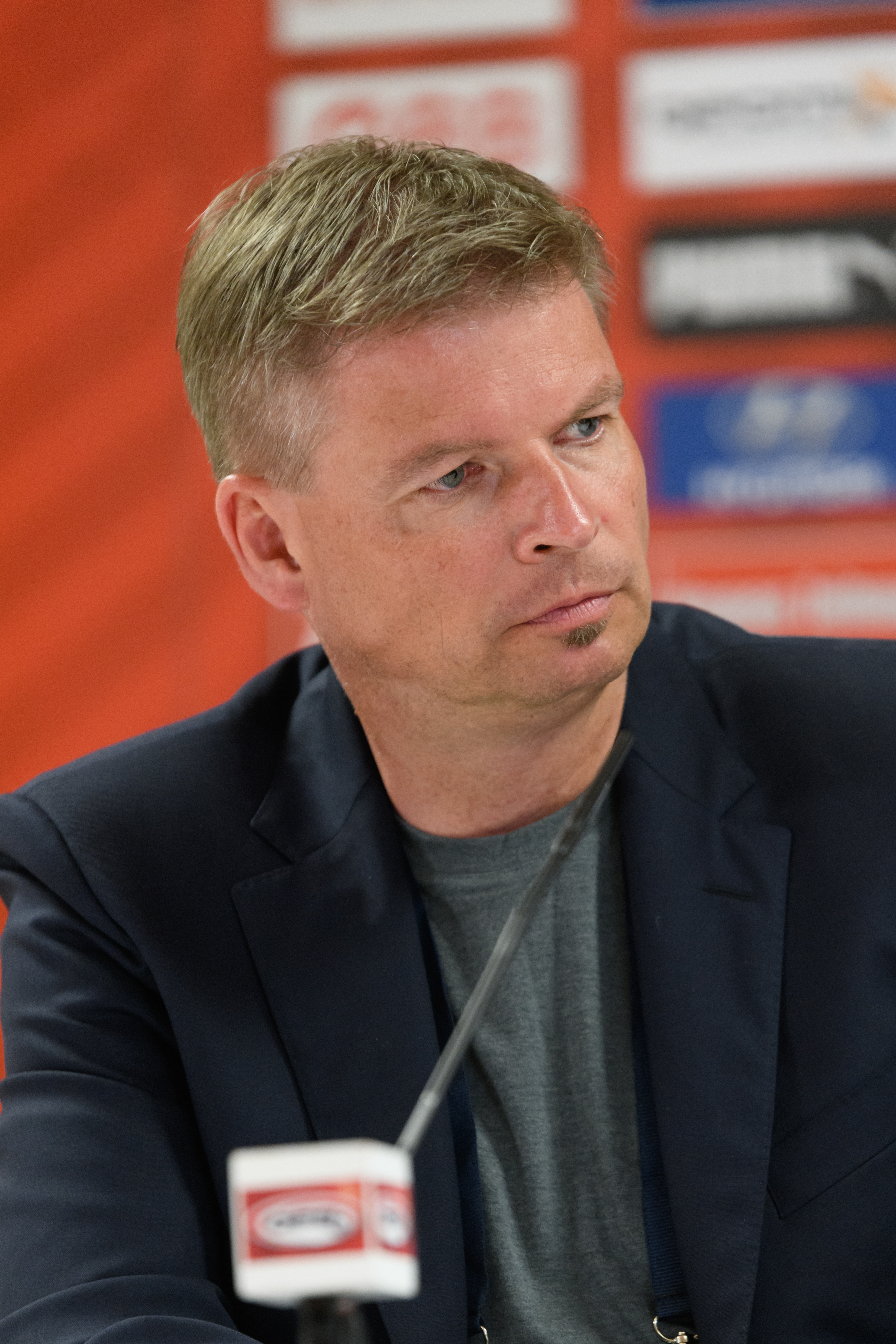
Jens Grittner (2018)

Jens Grittner (* 25. Februar 1970 in Fulda, Hessen) ist ein deutscher Sportjournalist. Er ist als Medienmanager beim Deutschen Fußball-Bund tätig.

## Leben
Nach Absolvierung des Abiturs am Freiherr-vom-Stein-Gymnasium in Fulda im Jahre 1989 begann Grittner ein dreijähriges BWL-Studium, das er 1994 mit dem Diplom abschloss. Er arbeitete während des Studiums bei Tegut, das ihm eine Ausbildung an einer Berufsakademie ermöglicht hatte.
Während seiner Schulzeit war er als freier Mitarbeiter der Fuldaer Zeitung auf Fußballplätzen in der Region unterwegs. Nach unter anderem einer dreijährigen Mitarbeit in der PR-Agentur Roth und Lohre in Stuttgart kam er 1999 zum DFB, wo er 1997 bereits ein Praktikum an der Pressestelle absolviert hatte. Im Juli 2000 wurde er Pressesprecher des Organisationskomitees für die WM 2006 unter der Leitung von Franz Beckenbauer. Nach der Fußball-WM 2006 wurde er Pressesprecher der U-21-Nationalmannschaft. Als die Weltmeisterschaft der Frauen in Deutschland anstand, kehrte Grittner als Pressesprecher zum Organisationskomitee zurück. Nachdem der am 31. August 2012 ausgelaufene Vertrag von Ex-Pressesprecher Harald Stenger nicht verlängert wurde, wurde Grittner neuer DFB-Pressesprecher.
Von November 2019 leitete er kommissarisch gemeinsam mit Stefanie Schulte die Direktion Öffentlichkeit und Fans des DFB.
2022 übernahm er die Leitung der Abteilung „PR Teams/Sport, Nachhaltigkeit und Projekte“ des DFB und gab den Posten als Pressesprecher der Nationalmannschaft ab.
Grittner ist seit 2000 verheiratet. Er lebt in Dreieich und ist Vater von zwei Söhnen und einer Tochter.